# Friedrich Mehmel (Orgelbauer)
Friedrich Albert Daniel Mehmel (* 6. Dezember 1827 in Allstedt, Sachsen-Weimar-Eisenach; † 4. Juli 1888 in Stralsund, Provinz Pommern) war ein deutscher Orgelbauer in Stralsund. Er gilt als bedeutendster pommerscher Orgelbauer seiner Zeit neben Barnim Grüneberg in Stettin.

## Leben
Friedrich Mehmel wurde 1827 in Allstedt geboren, er hatte fünf jüngere Geschwister. Seine Eltern waren der Tischler Johann Heinrich Mehmel (31. August 1802 in Schlotheim; † 3. Oktober 1884 in Wolferstedt) und Amalia Ernestine, geb. Albanus (* 10. Februar 1802 in Allstedt; † 8. Februar 1877 in Wolferstedt). Nach einer Ausbildung beim Vater begann Mehmel seine Orgelbau-Lehrzeit 1845 und war bei Ibach in Barmen (jetzt Wuppertal), Julius Strobel in Bad Frankenhausen, Johann Friedrich Schulze in Paulinzella und Friedrich Ladegast in Weißenfels tätig. Ladegast prägte seine Klangvorstellungen sehr stark. Über ihn ist auch der Einfluss Aristide Cavaillé-Colls auf Mehmels Werk zu erklären. 1858 übernahm er nach dem Tod von Matthias Fernau dessen Werkstatt und arbeitete in der Frankenstraße 16. Kurze Zeit später richtete sich Mehmel eine eigene Werkstatt samt Wohnung am Apollonienmarkt 16 ein. Am 21. Mai 1859 erhielt er das Stralsunder Bürgerrecht. Am 29. November 1859 heiratete Mehmel in der Stralsunder Marienkirche Marie Johanne Elise Caroline, geb. Raabe (* 16. Juli 1829 in Wismar). Sie war die verwitwete Ehefrau des Stralsunders Orgelbauers Matthias Fernau. Marie und Friedrich wurden insgesamt sieben Kinder geboren:
1. Anna Francisca Minna Maria Louise Mehmel (* 11. November 1860 in Stralsund; † 25. Februar 1894 in Nemitz) ab 1888 lebt sie in der Heilanstalt „Tabor“ in Nemitz-Kückenmühle bei Stettin.
2. Martha Clara Helene Mehmel (* 27. Januar 1862 in Stralsund; † 25. August 1862 in Stralsund) im Säuglingsalter verstorben an Zahnkrämpfen.
3. Amalia Friderica Clara Mehmel (* 4. Juni 1863 in Stralsund; † 16. Juli 1866 in Stralsund) im Kindesalter verstorben an Brechruhr.
4. Hermann Carl Wilhelm Mehmel (* 17. September 1865 in Stralsund; † 11. Dezember 1865 in Stralsund) im Säuglingsalter verstorben an Magenentzündung.
5. Paul Heinrich Friedrich Julius Mehmel (* 4. April 1868 in Stralsund; † 21. Juli 1894 in Stralsund) wurde Mehmels Nachfolger.
6. Margaretha Augusta Friderica Johanna Burmeister, geb. Mehmel (* 7. März 1871 in Stralsund; † 3. Februar 1941 in Berlin) war Buchhalterin in Berlin.
7. Töchterlein N. N. (* 24. September 1872 in Stralsund;  † 24. September 1872 in Stralsund) verstarb am Tag ihrer Geburt.

Mehmels Wirken reichte von Cuxhaven bis Kolberg und von Altenkirchen bis nach Charkiw. Hauptsächlich war er aber in Vorpommern aktiv, wo er 52 Neubauten erstellte. Friedrich Wilhelm Winzer, Orgelbauer in Wismar, setzte sich nach dem Tod seiner zweiten Ehefrau zur Ruhe. 1873 übernahm Mehmel das Winzersche Geschäft und dessen Mitarbeiter in der Wismarer Böttcherstraße 9 und eröffnete dort eine Filiale. Somit war Mehmel einer der wenigen norddeutschen Orgelbauer des 19. Jahrhunderts der zeitgleich in Pommern, Mecklenburg-Schwerin, Mecklenburg-Strelitz und Schleswig-Holstein wirkte. In seiner Stralsunder Werkstatt, welche nach seinen eigenen Plänen gebaut wurde, waren bis zu 14 Mitarbeiter beschäftigt; wahrscheinlich ließ er vieles zudem in Heimarbeit anfertigen. Er selbst arbeitete stets hart mit; vom Entwurf bis zur Endmontage und Intonation war er beteiligt. Mehmel baute ausschließlich mechanische Orgeln, meistens mit Schleifladen, später auch mit Kegelladen. Er entwickelte ein eigenes Patent für eine Windlade, die er Präcisionslade nennt. Nach dem Bau der Ratzeburger Domorgel wurde er 1881 zum Hoforgelbauer des Großherzogtums Mecklenburg-Strelitz ernannt. Daraufhin baute er im Fürstentum Ratzeburg noch drei weitere Orgeln. Die Ratzeburger Domorgel ermöglichte ihm auch weitere Orgeln in Schleswig-Holstein zu bauen.
Am 27. Juni 1888 verstarb Mehmels Ehefrau Marie nach langer Krankheit. Nur 8 Tage später, am 4. Juli 1888, verstarb Hoforgelbaumeister Friedrich Albert Daniel Mehmel in Stralsund im Alter von 60 Jahren. Sein Sohn Paul übernahm mit nur 20 Jahren das Geschäft und firmierte als F. A. Mehmel Sohn Stralsund und Wismar. Er erledigte bis 1890 noch die vom Vater angenommenen Aufträge. Bislang ist nur zwei weitere Orgelwerke (Stralsund, Aulaorgel, Bresin b. Lauenburg) bis zu seinem Tode 1894 bekannt. Nach Pauls frühen Tod im Jahr 1894 wird 1897 das Wohn- und Geschäftshaus der Familie Mehmel an Tischlermeister Ferdinand Wahlström verkauft. Auch die Wismarer Filiale wird geschlossen. Somit erlischt nach 35-jährigem Wirken die Firma Mehmel in Stralsund und Wismar.

## Neubauten (Auswahl)
Von Friedrich Albert Mehmel und seinem Sohn Paul sind bislang 77 Neubauten bekannt. Sie bauten Orgeln in Vorpommern (52), Mecklenburg (13), Schleswig-Holstein (7) und Niedersachsen (1). Einige wenige Orgeln lieferte Friedrich Mehmel auch ins Ausland (4). Seine größten Instrumente wurden in Folge des Zweiten Weltkrieges zerstört (Wismar, St. Georgen; Stralsund, St. Jacobi; Stralsund, St. Johannis; Kolberg, St. Nikolai; Charkiw, Deutsche Kirche) oder aber später abgerissen, weil sie nicht mehr dem Zeitgeschmack entsprachen (Ratzeburg, Dom; Meldorf, Dom; Greifswald, St. Joseph). Einige Orgeln von Mehmel wurden im 20. Jahrhundert neobarock umgebaut (Prohn, Tessin, Kirchdorf/Poel, Pantlitz usw.). Bei vielen Instrumenten wurden diese Umbauten bei Restaurierungen wieder rückgängig gemacht.
Die größte erhaltene Mehmel-Orgel befindet sich in der Greifswalder St. Marienkirche. Nicht mehr vorhandene Instrumente sind in der nachfolgenden Tabelle kursiv gesetzt. Von den derzeit 76 bekannten Instrumenten wurden in den letzten Jahrzehnten 31 restauriert, 19 warten noch auf eine grundlegende Instandsetzung oder Restaurierung. 27 Orgel sind unwiederbringlich zerstört. Demnach sind rund 65 % seiner Orgeln erhalten geblieben. Bei einigen seiner Orgeln ist der genaue Zustand unklar.
Mehmel wurde durch den Organisten und Orgelrevisor Otto Wangemann protegiert. Von 1878 bis 1884 war Wangemann Kantor in Demmin, vorher wirkte er von 1871 bis 1878 in Treptow (Trzebiatów) in Hinterpommern. Dadurch lassen sich eventuell die Aufträge in Kolberg (Kołobrzeg) und Zedlin (Sadlno) erklären. Ob noch weitere Neubauten außer der in Bresin / Lauenburg von Mehmel in Hinterpommern erstellt wurden, ist derzeit unbekannt. Das Werkverzeichnis kann noch nicht als vollständig gelten. Seit 1882 warb Mehmel auf Visitenkarten und in Annoncen damit einen „Catalog gratis und franco“ zu versenden. Darunter könnte ein Werkverzeichnis zum Zeitpunkt 1882 verstanden werden. Leider ist ein solcher Katalog bisher nicht aufgefunden worden.
| Jahr | Nr. | Ort                                  | Gebäude                       | Bild                                           | Manuale | Register    | Bemerkungen |
| ---- | --- | ------------------------------------ | ----------------------------- | ---------------------------------------------- | ------- | ----------- | --- |
| 1858 | 1   | Franzburg                            | Lehrerseminar                 |                                                | II/P    | 9           | Die Orgel ist erhalten. Sie wurde von Matthias Fernau begonnen und nach dessen Tod am 11. Mai 1858 von Mehmel im Frühjahr 1859 fertiggestellt. Die Orgel wurde am 31. Dezember 1858 abgenommen und vor dem 5. Februar 1859 eingeweiht. Es ist Mehmels erste Orgel in Vorpommern! 1868 erfolgte eine Instandsetzung der Orgel durch Mehmel; 1875 erfolgte die Umsetzung in das neu gebaute Seminargebäude in Franzburg als Nebenorgel. Die Orgel wurde 1899 von Barnim Grüneberg in die Dorfkirche Eickstedt transloziert. Dort ist sie stark umgebaut erhalten. |
| 1859 | 2   | Iven                                 | Dorfkirche                    |                                                | I/P     | 5           | Die Orgel ist leicht verändert erhalten. Ein Register wurde 1989/90 umdisponiert. |
| 1860 | 3   | Starkow                              | St. Jürgen                    |                                                | II/P    | 17          | Die Orgel ist erhalten. Sie war seit den 1970er Jahren nicht mehr spielbar und wurde 2009 von der Firma Arnold aus Plau am See restauriert. Die ist eine der größten erhaltenen Mehmel-Orgeln. Orgel |
| 1861 | 4   | Wieck (Greifswald)                   | Fachwerkkirche                |                                                | I/p     | 4           | Die Orgel ist wahrscheinlich nicht erhalten. Sie wurde Anfang Februar 1861 geweiht. Bei der Sturmflut 1872 wurde die Kirche beschädigt, später aber wieder repariert und weiter genutzt. Nach dem Kirchenneubau 1883 wurde die Fachwerkkirche auf Abbruch verkauft. Zuvor hatte der Orgelbauer Barnim Grüneberg aus Stettin die Mehmel-Orgel für 150 Mark erworben und abgetragen. Ob, und wenn ja wo, er die Mehmel-Orgel aufstellte ist derzeit noch nicht ermittelt. Die neue Kirche in Wieck wurde am 26. Juni 1883 geweiht – auch in dieser Kirche baut Mehmel eine Orgel. |
| 1861 | 5   | Trent                                | St.-Katharinen-Kirche         |                                                | II/P    | 12          | Die Orgel ist erhalten. Sie wurde 1999 von Rainer Wolter aus Zudar (Rügen) restauriert. |
| 1861 | 6   | Lancken-Granitz                      | St. Andreas                   |                                                | I/P     | 6 + 1 Tr.   | Die Orgel ist erhalten. Sie wurde am 7. August 1861 abgenommen. 1909 baute Felix Grüneberg die Orgel um. Er erweiterte die Orgel um ein Register und pneumatisierte sie. (I/P/7 + 1 Tr.) Eine Opusnummer vergab Grüneberg nicht. 2002 erfolgte eine Restaurierung der Orgel durch Rainer Wolter. |
| 1861 | 7   | Richtenberg                          | St. Nikolai                   |                                                | II/P    | 18          | Die Orgel ist erhalten. 1930 wurden von Franz Beyer fünf Register umdisponiert. 2002 fand eine Teilsanierung durch Firma Sauer Orgelbau aus Müllrose statt. Eine vollständige Herstellung der Originaldisposition dieser Mehmel-Orgel wäre aufgrund ihrer Größe wünschenswert. Orgel |
| 1861 | 8   | Dersekow                             | Dorfkirche                    |                                                | II/P    | 9 + 2 Tr.   | Die Orgel ist erhalten. Sie wurde am 13. Dezember 1861 fertiggestellt. 1997 fand durch Rainer Wolter aus Zudar (Rügen) eine Restaurierung statt. 2012 erfolgte eine umfassende Reparatur des Pfeifenwerks durch Gottfried Schmidt aus Rostock. |
| 1862 | 9   | Weitenhagen                          | Dorfkirche                    |                                                | I/P     | 6           | Die Orgel ist erhalten. Sie wurde am 28. Juni 1862 fertiggestellt. 1869 fügte Mehmel das sechste Register „Viola da Gamba 8´“ hinzu, diese war von Mehmel schon 1862 vorbereitet worden. 1976 wurde die Orgel klanglich und technisch umgestaltet durch Wolfgang Nußbücker aus Plau am See statt. 2006 fand eine Restaurierung und Rekonstruktion der Orgel durch Firma Schuke aus Werder statt. Der Prospekt ist ähnlich dem der Mehmel-Orgel in Dersekow. |
| 1862 | 10  | Groß Kiesow                          | St.-Laurentius-Kirche         |                                                | II/P    | 10          | Die Orgel ist erhalten. Die Orgelweihe fand am 3. August 1862 statt. 1963 wurde die Orgel durch die Firma Rudolf Böhm aus Gotha umdisponiert. 2024/25 wurde das Instrument durch die Firma Arnold aus Plau am See auf den ursprünglichen Zustand restauriert. Der Prospekt ist sehr ähnlich dem der Orgel in Eixen. |
| 1862 | 11  | Zingst                               | Peter-Pauls-Kirche            |                                                | II/P    | 11          | Die Orgel ist nicht erhalten. Nur das Gehäuse der Mehmel-Orgel wurde beim Neubau der Firma Sauer 1986 (II/P/17), Opus 2.198, beibehalten. Die Kirche wurde am 26. Oktober 1862 eingeweiht. Der Orgelbau wurde erst kurz danach fertiggestellt. |
| 1862 | 12  | Kölzin                               | St. Marien                    |                                                | I/P     | 5           | Die Orgel ist erhalten. Die Kirche und Orgel wurden am 1. Dezember 1862 eingeweiht. Die Orgel wurde 1996 von der Firma Sauer aus Müllrose restauriert. Orgel |
| 1863 | 13  | Steinhagen                           | Dorfkirche                    |                                                | II/P    | 12          | Die Orgel ist erhalten. 1992 wurde sie durch die Firma Sauer aus Müllrose restauriert. |
| 1864 | 14  | Prohn                                | Dorfkirche                    |                                                | II/P    | 21          | Die Orgel ist stark verändert erhalten. Sie wurde am 6. Juni 1864 vom Organisten Kohrt aus Stralsund abgenommen. 1963 wurde durch Firma Schuke aus Potsdam die Disposition stark verändert. Es handelt sich um Mehmels zweitgrößtes erhaltenes Orgelwerk. |
| 1865 | 15  | Stralsund                            | St. Johannis                  |                                                | II/P    | 22          | Die Orgel ist nicht erhalten. Sie wurde am Pfingstsonntag, 4. Juni 1865 eingeweiht. Die Mehmel-Orgel wurde als Nachfolgebau einer Orgel von Friedrich Stellwagen errichtet. Diese wurde später durch Christian Erdmann Kindten repariert. Die Klosterkirche und die Mehmel-Orgel wurden am 6. Oktober 1944 zerstört. Der Prospekt der Orgel ist fast deckungsgleich mit der Prohner Orgel gewesen. |
| 1866 | 16  | Greifswald                           | St.-Marien-Kirche             | Greifswald                                     | III/P   | 32 + 5 Ext. | Die Orgel ist erhalten. Die Mehmel-Orgel ersetzt ein Instrument von 1757 von Christian Weldt aus Grimmen. 1988–1991 fand eine Generalreparatur der Orgel durch die Firma Voigt aus Bad Liebenwerda statt. 2018 restaurierte Andreas Arnold aus Plau am See die Orgel. Die Orgel der Greifswalder Marienkirche ist die größte erhaltene Mehmel-Orgel. Orgel |
| 1867 | 17  | Vilmnitz                             | Maria-Magdalena-Kirche        |                                                | II/P    | 10          | Die Orgel ist erhalten. Sie wurde am 17. August 1867 vom Musiklehrer Müller aus Putbus revidiert. 1996 fand eine Restaurierung durch Firma Sauer aus Frankfurt/Oder statt. Die Orgel war als Serieninstrument gedacht und wurde fast baugleich in Niepars und Satow von Mehmel erneut gebaut. |
| 1867 | 18  | Niepars                              | Dorfkirche                    |                                                | II/P    | 10          | Die Orgel ist erhalten. 1999 fand eine Restaurierung durch die Firma Wolter aus Zudar (Rügen) statt. Die Orgel ist fast baugleich mit dem Vilmnitzer und dem Satower Instrument. Orgel |
| 1867 | 19  | Satow                                | Dorfkirche                    | Satow                                          | II/P    | 10          | Die Orgel ist erhalten. Es handelt sich um die erste Mehmel-Orgel auf mecklenburgischen Boden. Die Orgel wurde von den Satowern bei Mehmel direkt gekauft. Das Baujahr ist nicht bekannt, die Orgel stand bereits „mehrere Jahre“ fertig in Stralsund. im Juli 1869 wurde sie in Satow aufgestellt. 1996 wurde die Orgel durch Wolfgang Nußbücker aus Plau am See restauriert. Die Orgel ist baugleich mit dem Vilmnitzer und dem Nieparser Instrument. |
| 1867 | 20  | Reinkenhagen                         | Dorfkirche                    |                                                | II/P    | 9           | Die Orgel ist erhalten. Die Orgel hat Registerkanzellenladen. Sie hat ein für Mehmels Baustil ungewöhnliches Gehäuse mit stummen Pfeifen. Dieses hat Ähnlichkeit mit der Nerlich-Orgel im Kemnitz. Vielleicht verwendete hier Mehmel ein Nerlich-Gehäuse weiter. Vielleicht stand früher hier eine Nerlich-Orgel. Genaueres ist noch nicht ermittelt. |
| 1868 | 21  | Bretwisch                            | Dorfkirche                    |                                                | II/P    | 7           | Die Orgel ist erhalten. Sie muss im Herbst 1868 aufgestellt worden sein. Die Stralsundische Zeitung berichtet am 29. August, dass die Orgel sich noch im Orgelsaal von Herrn Mehmel befindet. 1997 fand eine Generalüberholung durch die Firma Wolter aus Zudar (Rügen) statt. Das zweite vakante Manual (Oboe 8´) wurde dabei nicht wiederhergestellt. Derzeit hat die Orgel I/P/6. |
| 1868 | 22  | Nehringen                            | St.-Andreas-Kirche            |                                                | II/P    | 11 + 2 Tr.  | Die Orgel ist erhalten. Die Vorgängerorgel erbaute zwischen 1722 und 1726 der Rostocker Orgelbauer Johann Caspar Sperling. Das Gehäuse benutzte Mehmel weiter und erweiterte es, damit sein größeres Orgelwerk darinnen Platz fand. Die Orgel wurde 1994 durch die Firma Sauer restauriert. Orgel |
| 1869 | 23  | Hohendorf                            | Dorfkirche                    |                                                | II/P    | 12          | Die Orgel ist erhalten. Der Zustand der Orgel ist unklar. Die Orgel soll momentan eingehaust sein, deswegen sind Fotoaufnahmen vom Gehäuse momentan nicht möglich. Weiteres ist noch nicht ermittelt. |
| 1869 | 24  | Pantlitz                             | Dorfkirche                    |                                                | II/P    | 9           | Die Orgel ist erhalten. 1899 erfolgte eine Erweiterung des I. Manuals um Bordun 16‘ durch Franz Beyer, 1919 wurde ein pneumatischer Zusatzstock ebenfalls durch Beyer gebaut. 1958 Umdisponierung eines Registers durch Schuke, 1977 Umsetzung aus Pantlitz/Vorpommern (Axel Stüber) nach Wattsmannshagen. Dabei erfolgte eine starke Umdisponierung unter Verwendung des alten Pfeifenmaterials. |
| 1870 | 25  | Elmenhorst                           | Dorfkirche                    |                                                | II/P    | 9           | Die Orgel ist erhalten. Sie wurde 1999 restauriert durch die Firma Wolter aus Zudar (Rügen). Orgel |
| 1870 | 26  | Greifswald                           | Jahn-Gymnasium                |                                                | II/P    | 10 + 1 Tr.  | Die Orgel ist nicht erhalten. Die Prospektpfeifen wurden 1917 abgeben und nie ersetzt. Der Spieltisch der Orgel wurde später mit nationalsozialistischen Parolen und einem Porträt von Hitler versehen. 1953 wurde der Spieltisch unfachmännisch abgebrochen. 1956 wird die komplette Orgel abgebaut und auf dem Dachboden des Gymnasiums eingelagert. Dort sind keinerlei Orgelteile mehr zu finden. |
| 1870 | 27  | Groß Mohrdorf                        | Dorfkirche                    |                                                | II/P    | 10          | Die Orgel ist erhalten. 1999 fand eine Teilrestaurierung durch die Firma Wolter statt. |
| 1870 | 28  | Pustow                               | Gutskapelle                   |                                                | I/P     | 5           | Die Orgel ist abgebaut erhalten. Die Orgel wurde im Mai 1983 in Pustow abgebaut und in die Friedensgemeinde Stralsund transloziert. 1994 wurde die Pustower Kapelle in private Hände verkauft. Das Inventar wurde zurückgegeben. 1997 wurde die Orgel aus der Friedenskirche nach Pustow zurückgegeben. Derzeit liegt sie eingelagert im Pustower Gutshaus. Was mit ihr geschehen wird, ist noch unklar. Das Baujahr der Orgel ist unsicher. |
| 1871 | 29  | Katzow                               | St. Johannis                  |                                                | II/P    | 10          | Die Orgel ist nicht erhalten. Die Orgel in Katzow war für die Stralsunder Gewerbeausstellung gebaut worden. Sie stand vom 15. bis 22. Oktober 1871 im Hauptsaal des Rathauses und wurde dort von ca. 3.000 Besuchern gesehen und gehört. Später stand die Orgel als Interimsinstrument in der Stralsunder Jacobikirche. Um 1877 wurde die Orgel nach Katzow verkauft. Die Katzower Kirche samt Orgel wurde am 24. Dezember 1990 bei einem Kirchenbrand zerstört. Die Kirche wurde ab 1993 wieder aufgebaut. Die neue Orgel ist von Paschen-Orgelbau aus Kiel geliefert worden. |
| 1871 | 30  | Greifswald                           | St. Joseph                    |                                                | III/P   | 18          | Die Orgel ist nicht erhalten. Die St. Josephskirche wurde am 15. November 1871 samt Orgel geweiht. Als Besonderheit wies sie eine Physharmonika 8′ als einziges Register auf dem dritten Manual auf. Die Mehmel-Orgel wurde 1986 abgerissen. Die Orgel wurde durch Hartmut Grosch und einigen Studenten der Greifswalder Kirchenmusikschule abgebaut und eingelagert. Die Hauptwerkslade mit Mehmel-Registern befindet sich in Menz (Stechlin) und wurde dort 1999–2002 zu einem Instrument von I/P/13 von Hartmut Grosch aus Rheinsberg aufgestellt. Die derzeitige Orgel in St. Joseph (II/P/17) stammt Firma Jehmlich aus Dresden und wurde 1986 als ihr Opus 1.056 erbaut.                                                                                          |
| 1872 | 31  | Landow                               | Dorfkirche                    |                                                | I/P     | 4           | Die Orgel ist nicht erhalten. Sie wurde 1984 durch Vandalismus zerstört. Einige Reste (Prospekt, Manualklaviatur, Trakturreste) sind im Malchower Orgelmuseum ausgestellt. Die Orgel besaß bis zu Ihrer Zerstörung noch die originalen Prospektpfeifen! |
| 1873 | 32  | Wustrow (Fischland)                  | Kirche Wustrow                |                                                | II/P    | 15 + 2 Ext. | Die Orgel ist nicht erhalten. Kirche und Orgel wurden am 14. September 1873 eingeweiht. Mehmel selbst nennt sie in der Stralsundischen Zeitung seine 50. Orgel. Es war wohl Mehmels erste Orgel in Mecklenburg nach der Werkstattübernahme von Friedrich Wilhelm Winzer im Frühjahr 1873. Die Orgel wurde 1971 durch ein neues Instrument der Firma Jehmlich aus Dresden (II+P/14) Opus 895 ersetzt. |
| 1873 | 33  | Neustadt-Glewe                       | St. Marien                    | Neustadt-Glewe                                 | II/P    | 12          | Die Orgel ist erhalten. Sie wurde 1873 gebaut und am 1. Januar 1874 eingeweiht. Das Instrument wurde 2019 durch die Firma Sauer aus Müllrose restauriert. Orgel |
| 1875 | 34  | Altenkirchen                         | Kirche                        |                                                | II/P    | 25          | Die Orgel ist nicht erhalten. Um 1775 Neubau einer Orgel durch Ernst Julius Marx aus Berlin für die „Ermerlersche Cattun-Fabrique“. 1798 setzt Christian Erdmann Kindten die Orgel nach Altenkirchen um. 1875 kommt es zu einem großangelegten Umbau der Orgel durch Mehmel, die einem Neubau gleich kommt. 1971 wird die Mehmel-Orgel abgerissen und durch ein Werk (II+P/16) von der Firma Rudolf Böhm aus Gotha ersetzt. |
| 1875 | 35  | Kirchdorf auf Poel                   | Dorfkirche                    |                                                | II/P    | 11          | Die Orgel ist erhalten. Das Gehäuse der Orgel stammt aus dem 17. Jahrhundert. 1704 wurde die Orgel aus Neukloster nach Kirchdorf versetzt. Die Mehmel-Orgel wurde 1968–1983 durch Wolfgang Nußbücker aus Plau am See stark umdisponiert. Die Windladen und 54 % der Orgelpfeifen von Mehmel sind erhalten. Da nur drei der elf Register fehlen und der sonstige Bestand an Material von 1875 sehr groß ist, wäre eine Rückführung auf diesen sinnvoll. Trotz des hohen Erhaltungsgrades der Mehmel-Orgel plant die Kirchengemeinde einen Orgelneubau. Somit würde eine weitere Mehmel-Orgel endgültig zerstört werden. |
| 1875 | 36  | Spornitz                             | Dorfkirche                    |                                                | II/P    | 11 + 2 Tr.  | Die Orgel ist erhalten. Mehmel baute sein Werk in das Gehäuse der 1824 erbauten Orgel von Friedrich Friese I. 2023 wurde sie durch Andreas Arnold aus Plau am See restauriert. Als Besonderheit weist die Orgel eine Schwebung im Oberwerk auf.Orgel. |
| 1875 | 37  | Franzburg                            | Lehrerseminar                 |                                                | ?       | ?           | Die Orgel ist nicht erhalten. Der Neubau der Aula-Orgel steht im Zusammenhang mit dem Neubau des Seminargebäudes in Franzburg. Dieses wurde am 2. November 1875 samt Orgel eingeweiht. Die beiden anderen Seminarorgeln (1. Kaltschmidt 2. Fernau/Mehmel) wurden von Mehmel repariert und ebenfalls in das neue Gebäude transloziert. Nach einem Brand des Seminars erfolgte 1908 ein Neubau der Aula-Orgel durch Barnim Grüneberg (II/P/13) op. 575. |
| 1876 | 38  | Klaber                               | Dorfkirche                    |                                                | II/P    | 10          | Die Orgel ist erhalten. Sie wurde 2006 durch Arnold Arnold aus Plau am See restauriert. Die Orgel war für einen Konzertsaal vorgesehen. Welcher dies war, ist derzeit nicht bekannt. |
| 1876 | 39  | Sassen                               | Dorfkirche                    | Sassen Mehmel-Orgel 1876                       | I/P     | 7           | Die Orgel ist erhalten. 2003/2005 fand eine Teilrestaurierung durch die Firma Wolter aus Zudar (Rügen) statt, 2009 eine Restaurierung durch Gottfried Schmidt (Rostock). Die Orgel hat Kegelladen und Kastenbälge, das Pedal hat eine Ventillade mit Strahlenmechanik. Der Prospekt der Orgel ist optisch baugleich mit der Orgel in Zedlin. |
| 1876 | 40  | Zedlin (Hinterpommern)               | Dorfkirche                    |                                                | II/P    | 11          | Der Zustand der Orgel ist unklar. In der Urania von 1877 wird in Nr. 4, S. 73 f. von einer neuen Mehmel-Orgel für die Gemeinde Zedlin in Hinterpommern berichtet. Dies ist nur 8 km von Treptow a. d. Rega entfernt, dem damaligen Wohnort Otto Wangemanns, der die Orgel revidiert hat. Ob die Mehmel-Orgel noch vorhanden ist, muss noch geklärt werden. Das Bild zeigt die Zedliner Orgel im Jahr 1940. |
| 1877 | 41  | Kołobrzeg                            | St. Nikolaikirche             |                                                | II/P    | 28          | Die Orgel ist nicht erhalten. In der Urania von 1878 wird in Nr. 7, S. 106 ff. von der neuen Mehmel-Orgel in Kolberg berichtet. Die Orgel wurde durch Otto Wangemann revidiert. Kirche und Orgel wurden am 19. September 1877 eingeweiht. Die Orgel kostete 11.000 Mark Kirche samt Orgel wurden in den Kämpfen um Kolberg im März 1945 zerstört. Die Ruine der Kirche wurde 1956 abgetragen. |
| 1877 | 42  | Stralsund                            | St.-Jakobi-Kirche             |                                                | IV/P    | 69          | Die Orgel ist nicht erhalten. Das Gehäuse von Christian Gottlieb Richter aus Alten Stettin von 1741 mit Schnitzwerk von Michael Müller sowie Pedalwindladen (Richter), Oberwerkwindlade (Marx), Teile der Ton- und Registertraktur, alle Prospektpfeifen (Marx) sowie zahlreiche Innenpfeifen (Richter und Marx) wurden von Mehmel weiter verwendet. Das Werk wurde nach 1945 von Stralsunder Bürgern geplündert. In den 1980er Jahren wurde der Spieltisch zerstört. Die Reste der Mehmel-Orgel wurden 2017 eingelagert. 2017–2020 Neubau (III/P/51) unter Verwendung der 3 barocken Windladen, Teilen der Traktur und des barocken Gehäuses sowie dreier Pedalregister auf zugehörigen Windladen und eines Magazinbalges von Mehmel durch Kristian Wegscheider. Orgel |
| 1878 | 43  | Tessin                               | Kirche                        |                                                | II/P    | 10          | Die Orgel ist erhalten. Sie wurde 1960 durch die Firma Sauer aus Frankfurt/Oder stark umdisponiert. 1976 wurde sie von Axel Stübner aus Berlin von der oberen auf die untere Empore umgesetzt. 1997 fand eine Reparatur durch die Firma Sauer aus Frankfurt/Oder statt. Eine Restaurierung der Orgel auf den Urzustand wäre wünschenswert. |
| 1878 | 44  | Deyelsdorf                           | Kirche Deyelsdorf             | Deyelsdorf                                     | I/P     | 7           | Die Orgel ist erhalten. Sie wurde 1694 von Arp Schnitger für den Theologen Johann Friedrich Mayer angefertigt. Mayer nahm die Orgel von Hamburg nach Greifswald mit. 1741/42 wird sie in Deyelsdorf von Christian Weldt aus Grimmen aufgestellt. Mehmel baut sein Orgelwerk in den vorhandenen Prospekt unter Verwendung von zwei Registern von Schnitger. Er benutzte hier seine patentierte Präcisionslade. Die Orgel wurde 1998 durch die Firma Wolter aus Zudar (Rügen) restauriert. Orgel |
| 1879 | 45  | Vorland                              | Kirche Vorland                |                                                | II/P    | 11          | Die Orgel ist erhalten. Sie wurde nicht 1875 gebaut. Historische Quellen weisen den 28. September 1879 als Einweihungstermin aus! Die Orgel wurde 1997 von Firma Wolter aus Zudar (Rügen) restauriert. Zwei Jahre später benutzt Mehmel den Prospekt in Pötrau ein zweites Mal. Mehmel übernahm den Prospektentwurf von Winzer, der ihn in Gressow gebaut hatte. |
| 1880 | 46  | Stralsund                            | Aula der Realschule           |                                                | I/oP    | 3           | Die Orgel wurde im Sommer 1880 aufgestellt. Sie ist nicht erhalten. |
| 1881 | 47  | Gudow                                | St.-Marien-Kirche             |                                                | ?       | ?           | Die Orgel ist nicht erhalten. Sie ersetzte ein Instrument von 1692 welches evtl. von Arp Schnitger stammt. Die Mehmel-Orgel soll vor ihrer Aufstellung in Gudow als Interimsintrument im Ratzeburger Dom gedient haben. 1964 baute Firma Kemper aus Lübeck eine neue Orgel (II/P/16). |
| 1881 | 48  | Ratzeburg                            | Dom                           |                                                | III/P   | 41          | Die Orgel ist nicht erhalten. Sie wurde ausführlich in der Urania von 1883, Nr. 6, S. 82–90 vom mecklenburgischen Orgelrevisor Julius Massmann beschrieben. Die Orgel wurde am 25. Juni 1881 von Julius Maßmann abgenommen. Sie überstand fast schadlos den Dombrand vom 19. August 1893 und wurde 1902 von Barnim Grüneberg (Stettin) pneumatisiert. 1954 baute wiederum die Firma Kemper und Sohn (Lübeck) die Orgel um. Am Ende der Domsanierung von 1953 bis 1966 wurde die Mehmel-Orgel abgerissen. 1966 wurde ein Neubau von Firma Kemper erstellt. Dieser hatte nur 12 Jahre Bestand und wurde 1978 durch die jetzige Rieger-Orgel ersetzt. |
| 1881 | 49  | Ziethen                              | St. Laurentius                |                                                | I/P     | 5 + 1 Tr.   | Die Orgel ist nicht erhalten. Am 19. August 1881 erfolgte die Orgelabnahme durch den Ratzeburger Domorganisten Mette. 1987 erfolgte ein Neubau durch dir Firma Rieger aus Vorarlberg (Österreich) mit I+P/10 unter Verwendung des Prospektes von Mehmel. Das Innenleben der Mehmel-Orgel wurde beim Film Schlafes Bruder von Joseph Vilsmaier benutzt. |
| 1881 | 50  | Pötrau                               | St. Georg                     |                                                | I/P     | 7 + 1 Tr.   | Die Orgel ist nicht erhalten. Die Abnahme erfolgte im August 1881 durch den Ratzeburger Domorganisten Mette. Cirsovius beschriebt sie wie folgt: „Die Orgel in Pötrau (bei Büchen) wurde von Mehmel (Stralsund) mit 8 Stimmen erbaut“ Die Pötrauer Kirche samt Orgel sind am 1. Mai 1945 abgebrannt. 1954 baut Orgelbaumeister Ernst Brandt aus Quickborn eine Orgel mit II/P/12. 2001 erbaute die Firma Mühleisen aus Leoberg eine Brüstungsorgel mit Wechselschleifen mit II/P/15. |
| 1882 | 51  | Charkiw                              | Deutsche Gemeinde             |                                                | II/P    | 27          | Die Orgel ist nicht erhalten. In der Urania von 1882, Nr. 5, S. 67–68 wird die Orgel beschrieben. Laut Auskunft der DELKU hat die Kirche den zweiten Weltkrieg überstanden, wurde aber in der zweiten Hälfte der 1950er Jahre von den Sowjets zerstört. Der Standort der Kirchenarchive ist derzeit unbekannt. Eine Visitenkarte Mehmels zeigt den Prospekt der Orgel! |
| 1882 | 52  | Kreutzmannshagen                     | Dorfkirche                    |                                                | I/P     | 6           | Die Orgel ist erhalten. Sie wurde 1997 und 2000 durch die Firma Wolter aus Zudar (Rügen) abschnittsweise generalüberholt. Sie hat baulich große Ähnlichkeit mit der Orgel von Ziethen. Die Orgel benutzt wohl die Klaviatur der Vorgänger-Orgel, erbaut von Christian Erdmann Kindten, weiter. |
| 1882 | 53  | Trantow                              | Dorfkirche                    |                                                | I/P     | 9           | Die Orgel ist erhalten. Sie wurde 1962 durch Firma Sauer aus Frankfurt/Oder umdisponiert. Auf dem Firmenschild sind 1882 für die Erbauung und 1960 für die Umdisponierung angegeben. Andere Quellen geben 1865 als Baujahr an. Es ist auch eine Orgelakte von 1884 erhalten. Die Orgel hat Schleifladen und Keilbälge. |
| 1883 | 54  | Kirch Baggendorf                     | Kirche                        |                                                | II/P    | 14          | Die Orgel ist erhalten erhalten. Der Prospekt der Orgel stammt aus dem Jahr 1748 und wurde von Christian Weldt aus Grimmen für die Stadtkirche in Loitz geschaffen. 1843 wurden Gehäuse samt Orgel von Johann Friedrich Schulze nach Kirch Baggendorf versetzt und das Orgelwerk umgebaut. 1883 erbaute Mehmel ein neues Orgelwerk in das bestehende Gehäuse. Die Orgel wurde 1998 von der Firma Wolter aus Zudar (Rügen) saniert. 2023 erfolgte eine Restaurierung durch den Mecklenburger Orgelbau. |
| 1883 | 55  | Wieck (Greifswald)                   | Bugenhagenkirche              |                                                | II/P    | 13          | Die Orgel ist erhalten. Die Orgel wurde am 5. Juni 1883 abgenommen, am 26. Juni 1883 wurden Kirche und Orgel geweiht. 1893 und 1964 wurden Umdisponierungen der Orgel vorgenommen. 2010/11 wurde die Orgel durch die Firma Eule aus Bautzen restauriert. Die Orgel besitzt die von Mehmel patentierte Hängeventillade. Orgel |
| 1883 | 56  | Kronprinzenkoog                      | Koogskirche                   |                                                | II/P    | 21          | Die Orgel ist nicht erhalten. Kirche und Orgel wurden am 15. November 1883 eingeweiht. Die Orgel wird auf einer Werbekarte der Firma Mehmel genannt, dort wird von II/P/21 berichtet. Die genaue Disposition ist noch nicht bekannt. Die derzeitige Orgel (II/P/14) wurde 1967 von Eberhard Tolle aus Kiel gebaut. Dabei sollen auch 8 Register aus der Mehmel-Orgel weiter verwendet worden sein. (Gutachten von 2007 von LKMD Hans-Jürgen Wulf) |
| 1884 | 57  | Demern                               | Dorfkirche                    |                                                | I/P     | 6 + 1 Tr.   | Die Orgel ist erhalten. Sie wurde 2003 durch die Firma Schuke aus Potsdam restauriert. Die Orgel hat Kegelladen. Die Orgel stand ehemals über dem Altar und wurde 1938 auf die Westempore versetzt. Dabei wurden Schmuckelemente entfernt. |
| 1884 | 58  | Herrnburg                            | Dorfkirche                    | Herrnburg                                      | II/P    | 10          | Die Orgel ist erhalten. Sie wurde 2014 durch die Firma Klein aus Lübeck restauriert. Die Orgel hat Kegelladen. Orgel |
| 1884 | 59  | Zudar                                | St.-Laurentius-Kirche         | Zudar                                          | I/P     | 7           | Die Orgel ist erhalten. Sie wurde 1985 generalüberholt. 2000 erfolgte die Restaurierung durch die Firma Wolter aus Zudar (Rügen). Orgel |
| 1885 | 60  | Cuxhaven-Ritzebüttel                 | Martinskirche                 |                                                | II/P    | 26          | Die Orgel ist nicht erhalten. Mehmel baut eine neue Orgel mit Übernahme von 12 Registern aus dem Vorgängerinstrument. 1927 erfolgte ein technischer Neubau durch Paul Rother (Hamburg). Der Prospekt Mehmels ist bis heute erhalten geblieben. |
| 1885 | 61  | Vellahn                              | Dorfkirche                    |                                                | II/P    | 16          | Die Orgel ist erhalten. Es handelt sich dabei um die größte erhaltene Mehmel-Orgeln Mecklenburgs. Die Orgel hat in den Manualwerken Kegelladen und im Pedal Mehmels patentierte Hängeventillade! Sie ist bis auf die Prospektpfeifen aus Zink unverändert im Original erhalten. 1999 erfolgte eine Reparatur durch Andreas Arnold aus Plau am See. |
| 1886 | 62  | Bodstedt                             | St.-Ewalds-Kirche Bodstedt    |                                                | II/P    | 9           | Die Orgel ist erhalten. 1987 fand eine Generalüberholung durch die Firma Wolter aus Zudar (Rügen) statt. 2018 erfolgte eine Reinigung und Generalüberholung durch die Werkstatt für historische Tasteninstrumente Gottfried Schmidt aus Rostock |
| 1886 | 63  | Lübeck                               | St.-Jürgen-Kapelle            |                                                | I/P     | 5           | Die Orgel ist nicht erhalten. Die Orgel wurde mit dem Schiff von Stralsund nach Lübeck verbracht! 1905 erfolgte ein pneumatischer Umbau der Orgel durch die Firma Kemper. 1935 erweiterte die gleiche Werkstatt die Orgel um zwei Register. 1951 wurde die Orgel in die St-Thomas-Kirche überführt, dabei wurde der Mehmelsche Prospekt aufgegeben. 1957 wurde die Orgel nach St. Stephanus in Karlshof, 1969 in die St.-Lazarus-Kirche überführt. 2002 erfolgte eine Reparatur der Orgel durch die Firma Paschen Kiel Orgelbau. Am 20. Januar 2008 wurde die Lazaruskirche entwidmet, die restlichen Orgelteile wurde durch die Firma Paschen abgebaut und in den Firmenräumen eingelagert.                                                                            |
| 1887 | 64  | Tribsees                             | Betsaal / Präparandenanstalt. |                                                | I/P     | 4           | Die Orgel ist erhalten. Die Orgel wurde für den Betsaal der Thomasgemeinde in Tribsees gebaut und/oder für die Präparandenanstalt Tribsees. Sie wurde am 30. Januar 1887 von Mehmel geliefert. Es ist aber auch 1875 als Erbauungsjahr überliefert. Vielleicht handelt es sich um zwei verschiedene Orgeln! Beide hatte 4 Register. Sie wurde zwischen 1934 und 1956 in der Johanneskirche in Hohenselchow aufgestellt. 1976 wird die Mehmel-Orgel von Ulrich Fahlberg aus Eberswalde umdisponiert. 2017 erfolgte eine Restaurierung des Orgelwerkes, dabei wird die Orgel in ihrer originalen Disposition wiederhergestellt unter Beibehaltung eines Registers von 1976. Die Orgel hat nun I/P/5.                                                                      |
| 1887 | 65  | Kletzin                              | Kirche Kletzin                | Mehmel-Orgel Kletzin                           | I/P     | 5           | Die Orgel ist nicht erhalten. Das Werk Mehmels ist zerstört, der Prospekt samt originaler Prospektpfeifen ist aber erhalten. Es handelt sich um eine Brüstungsorgel. Hinter der Orgel wurde ein Gemeinderaum eingebaut. 1983 liefert Wolfgang Nußbücker aus Plau am See ein Positiv mit I/3 welches im Altarrraum steht. |
| 1887 | 66  | Neukloster                           | Lehrerseminar                 |                                                | ?/P     | ?           | Der Verbleib der Orgel ist unklar. Die Orgel wurde vor April 1887 geliefert. Mehmel stellt eine „Musterorgel“ im Lehrerseminar von Neukloster auf. Ob sich diese Aussage auf die Serienorgeln Vilmnitz, Niepars und Satow bezieht ist nicht festzustellen. Weitere Informationen fehlen. |
| 1887 | 67  | Sehlen                               | Dankeskirche                  |                                                | I/P     | 5 + 1 Tr.   | Die Orgel ist erhalten. Sie wurde 1998 durch die Firma Wolter aus Zudar (Rügen) restauriert. |
| 1888 | 68  | Meldorf                              | Dom (St. Johannis)            |                                                | II/P    | 35          | Die Orgel ist nicht erhalten. Am 15. April 1888 erfolgte die Einweihung der Orgel. 1956 erfolgte ein großangelegter Umbau durch Eberhard Tolle aus Kiel. 1977 baute die Firma Marcussen & Søn aus Apenrade (Dänemark) eine neue Orgel mit III/P/43. |
| 1888 | 69  | Sophienhof                           | Dorfkirche                    |                                                | I/P     | 8           | Die Orgel ist erhalten. Sie hat sich, neben Kletzin, als einzige Mehmel-Orgel ihren originalen Prinzipal 8´ bewahren können, da die Prospektpfeifen in Sophienhof hölzerne Attrappen sind. Die Orgel hat Registerkanzellenladen. |
| 1888 | 70  | Zirkow                               | St.-Johannes-Kirche           | Zirkow                                         | II/P    | 10          | Die Orgel ist erhalten. Sie wurde von Paul Mehmel fertiggestellt und am 31. Oktober 1888 eingeweiht. 2001 erfolgte eine Spielbarmachung durch die Firma Wolter aus Zudar (Rügen). 2012 wurde die Orgel durch Giso Weitendorf aus Schwaan restauriert. Interessant sie die Flügeltüren eines älteren Vorgängerinstrumentes. Orgel |
| 1889 | 71  | Warnkenhagen                         | Dorfkirche                    |                                                | I/P     | 8           | Die Orgel ist erhalten. Sie wurde von Friedrich Mehmel begonnen und von Paul Mehmel unter Hilfe von Friedrich Friese III fertiggestellt. Paul Mehmel gab ihr die Opusnummer 179. Die Weihe war am 1. Januar 1889, die Abnahme erfolgte am 11. Januar 1889. 1923 fügte Christian Börger das Register Aeoline 8´ hinzu. Der gewachsene Zustand wurde 2012 durch Giso Weitendorf erhalten und restauriert. |
| 1889 | 72  | Groß Bisdorf                         | Dorfkirche                    | Orgelprospekt der Mehmel-Orgel in Groß Bisdorf | II/P    | 10          | Die Orgel ist erhalten. Sie erhielt von Paul Mehmel die Opusnummer 180. Die Abnahme erfolgte am 28. Mai 1889. Sie wurde 1997 durch die Firma Sauer aus Frankfurt/Oder restauriert. Die Orgel besitzt als Besonderheit einen Spieltisch der mit Blickrichtung zum Altar steht und eine Hängeventillade! |
| 1890 | 73  | Alt Plestlin                         | Dorfkirche                    |                                                | I/P     | 5           | Die Orgel ist erhalten. Der Zustand der Orgel ist unklar. Das Baujahr der Orgel ist unsicher. |
| 1890 | 74  | Torgelow                             | Christuskirche                |                                                | II/P    | 14          | Die Orgel ist erhalten. Die Kirche wurde am 3. April 1884 fertiggestellt. Das genaue Baujahr der Orgel ist unsicher. 1938 wurde sie durch die Firma Grüneberg umdisponiert. 2009 erfolgte eine Reparatur durch die Firma Sauer aus Frankfurt/Oder, die originale Disposition wurde noch nicht wieder hergestellt. Die Orgel hat Kegelladen. |
| 1890 | 75  | Wismar                               | St. Georgen                   |                                                | III/P   | 51          | Die Orgel ist nicht erhalten. Mehmel baute seine Orgel in das Gehäuse von Hennig Kröger von 1614 ein. Paul Mehmel meldet die Orgel am 12. November 1890 fertig. 1895 erfolgte wohl im Zusammenhang mit dem Neubau der Orgel in der Nicolaikirche ein Umbau durch die Firma Röver aus Hausneindorf. 1911 erfolgte durch die gleiche Firma ein technischer Neubau der Orgel (III/P/51). Dabei wurden die Register der Mehmel-Orgel übernommen. Kirche und Orgel wurden in der Nacht vom 14. zum 15. April 1945 zerstört. |
| 1891 | 76  | Stralsund                            | Aula des Realgymnasiums       |                                                | I/P     | 7           | Die Orgel wurde im Oktober 1891 abgenommen. Sie ist nicht erhalten. |
| 1894 | 77  | Bresin / Lauenburg Brzeźno Lęborskie | Dorfkirche                    |                                                | ?       | ?           | In einem Brief vom 18. Februar 1894 schreibt Paul Mehmel an das Neustrelitzer Konsistorium zwecks Stimmung der Ratzeburger Domorgel: „...da ich augenblicklich hier beim Aufstellen eines neues Orgelwerkes bin“. Auf dem Briefkopf steht „Bresin bei Lauenburg“ Ob Mehmel direkt in Bresin gebaut hat, oder er dort nur den Brief aufgegeben hat, ist derzeit unbekannt. |

## Umbauten und Reparaturen (Auswahl)
| Jahr | Nr. | Ort                   | Gebäude                                  | Bild | Erbauer                    | Baujahr | Art                 | Bemerkungen |
| ---- | --- | --------------------- | ---------------------------------------- | ---- | -------------------------- | ------- | ------------------- | --- |
| 1860 | 1   | Bergen                | Stadtkirche???                           |      | -                          | -       | Umbau? Neubau?      | Orgelakte Greifswald, St. Nikolai: Brief vom 14. März 1860: „Es ist hier ein Orgelbauer namens Mehmel ansäßig, der namentlich schon Orgel in Franzburg, Richtenberg, Bergen und Trent neue Orgeln zur vollständigen Zufriedenheit geliefert hat.“ |
| 1860 | 2   | Hanshagen             | Dorfkirche                               |      | Carl August Buchholz       | 1839    | Umbau               | Die Orgel wurde 1839 von Buchholz mit I/P/8 erbaut. Mehmel erweiterte 1860 die Orgel auf II/P/12, 1954 wurde die Orgel durch Barnim Grüneberg umgebaut. 2017/18 erfolgte eine Instandsetzung durch die Firma Schmidt aus Rostock. |
| 1861 | 3   | Altenkirchen (Rügen)  | Dorfkirche                               |      |                            |         | Reparatur und Umbau | Die Marx-Orgel wurde 1798 in Altenkirchen aufgestellt. Mehmel repariert 1861 und baut 1875 die gesamte Orgel nochmals um. Der Umbau ist nicht erhalten. Er wich 1971 einem Neubau durch Firma Böhm |
| 1863 | 4   | Stralsund             | St.-Marien-Kirche                        |      | Friedrich Stellwagen       | 1659    | Reparatur           | Die Orgel wurde 1659 erbaut. Mehmel reparierte die Orgel und disponierte einzelne Register um. Reparaturen von Pfeifen, vornehmlich an den Zungenstimmen. |
| 1865 | 5   | Jarmen                | St.-Marien-Kirche                        |      | Johann Friedrich Schulze   | 1840    | Neubau Gehäuse      | 1840 baut Firma Schulze aus Paulinzella eine Orgel mit (I/P/10) in die ehemalige Jarmener Kirche. 1864 erfolgte der Neubau der Kirche. Da für einen erneuten Orgelbau das Geld fehlte, baute Mehmel zwar ein neues Gehäuse, setzte dort aber die alte Schulze-Orgel hinein. 1901 erfolgte ein Neubau durch Firma Grüneberg im Gehäuse von Mehmel. Dieser Zustand ist bis heute erhalten.                                                                             |
| 1868 | 6   | Franzburg             | Lehrerseminar                            |      | Mehmel                     | 1859    | Reparatur           | 1868 repariert Mehmel seine eigene Orgel von 1859, wohl aufgrund der starken Benutzung. |
| 1868 | 7   | Greifswald            | Dom St. Nikolai                          |      | Carl August Buchholz       | 1832    | Umbau und Reparatur | Neubau des Schwellergehäuses, Teilneubau von Wellenbrettern, Umbau der Windladen, Umbau von gemischten Stimmen. Neuintonation von über 2.000 Orgelpfeifen. |
| 1869 | 8   | Stralsund             | St.-Nikolai-Kirche                       |      | Carl August Buchholz       | 1841    | Umbau               | Mehmel baut einen neuen Schweller für die Buchholz-Orgel. Bericht von Organist Peters in der Stralsundischen Zeitung. |
| 1870 | 9   | Stoltenhagen          | Dorfkirche                               |      | Carl August Buchholz       | 1839    | Umbau               | Die Orgel wurde 1839 von Buchholz mit I/P/9 erbaut. Mehmel erweitert die Orgel auf I/P/10. 2021 Restaurierung Rainer Wolter. |
| 1873 | 10  | Stralsund             | St.-Marien-Kirche                        |      | Friedrich Stellwagen       | 1659    | Umbau               | Die Orgel wurde 1659 erbaut. Mehmel reparierte die Orgel und disponierte einzelne Register um. Reparaturen von Pfeifen, vornehmlich an den Zungenstimmen. |
| 1875 | 11  | Franzburg             | Lehrerseminar                            |      | Mehmel                     | 1859    | Umsetzung           | Mehmel setzt seine eigene Orgel vom alten Seminar in den Musiksaal des neuen Lehrerseminar um. Dieses wird im November 1875 eingeweiht. |
| 1875 | 12  | Hornstorf             | Dorfkirche                               |      | Friedrich Friese III       | 1857    | Umbau               | Mehmel disponiert drei Register der Friese (III)-Orgel um. 1945 wird die Orgel zerstört. |
| 1876 | 13  | Wiek                  | St. Georg                                |      | August Wilhelm Grüneberg   | 1836    | Umbau               | Die Orgel wurde 1836 von August Wilhelm Grüneberg (1787–1837) erbaut. 1876 Erweiterung der Orgel um ein 2. Manual mit drei Registern (Strahlenmechanik). 2011 wird die Orgel von Schmidt aus Rostock überholt. |
| 1878 | 14  | Wotenick              | St. Nikolai                              |      | Carl August Buchholz       | 1838    | Umbau               | Die Orgel wurde 1838 durch die Firma Buchholz mit I/P/8 auf erbaut. 1878 wird die Orgel von Mehmel um ein 2. Manual mit vier Registern auf II/P/12 erweitert. 2008 erfolgte die Restaurierung durch Arnold Arnold aus Plau am See. |
| 1878 | 15  | Barth                 | St.-Marien-Kirche                        |      | Carl August Buchholz       | 1821    | Reparatur           | Die Orgel wurde 1821 von Buchholz erbaut und erhielt 1856 den jetzigen Neugotischen Prospekt. 1878 repariert Mehmel die Orgel. Beseitigung von Holzwurmschäden in allen Pfeifen und Kanäle durch Ausdübeln der Wurmlöcher; neuer Anstrich mit weißer Leimfarbe. Anlässlich dieser Reparatur und der daraufhin folgenden Rechnung Mehmels entsteht ein umfangreicher Briefwechsel, in dem auf zahlreiche Details dieser Orgel eingegangen wird.                       |
| 1879 | 16  | Rostock               | St.-Marien-Kirche                        |      | Ernst Julius Marx          | 1793    | Reparatur           | Die Orgel wurde 1770 von Paul Schmidt aus Rostock erbaut. 1793 erfolgte der Neubau durch Ernst Julius Marx unter Beibehaltung etlicher Teile von Schmidt und dessen Prospekt. Mehmel baut Barkermaschinen in die Orgel ein. |
| 1879 | 17  | Stralsund             | St.-Nikolai-Kirche                       |      | Carl August Buchholz       | 1841    | Reparatur           | Mehmel reparierte die Buchholz-Orgel von 1841. |
| 1880 | 18  | Lassan                | St.-Johannis-Kirche                      |      | Carl August Buchholz       | 1832    | Reparatur           | Mehmel repariert die Buchholz-Orgel zusammen mit seinem Gesellen Julius Schwarz. |
| 1880 | 19  | Pütte                 | Dorfkirche                               |      | Carl August Buchholz       | 1829    | Umbau               | Die Orgel wurde von Carl August Buchholz mit II/P/13 erbaut. Mehmel setze die Orgel bei der Kirchenrenovierung auf eine neue Empore und erweiterte 1880 die Orgel um ein Register im Hauptwerk (Hohlflöte 8′) auf II/P/14. Die Orgel wurde 2013–15 restauriert durch die Firma Schmidt aus Rostock. |
| 1883 | 20  | Stralendorf           | Dorfkirche                               |      | Friedrich Wilhelm Winzer   | 1856    | Reparatur           | Notiz auf der unteren Balgplatte: Reparatur der Bälge den 7ten Mai 1883 durch Heinrich Görbach zur Zeit in Stralsund bei H. Mehmel Orgelbauer daselbst. Die Orgel wurde später in zwei Registern umdisponiert. 1977 erfolgte ein Teilabbau der Orgel. Die Orgel befindet sich seit 2003 im Malchower Orgelmuseum. |
| 1884 | 21  | Stralsund             | St. Annen und Brigitten                  |      | Carl August Buchholz       | 1842    | Umbau               | Die Orgel wurde 1842 von Buchholz erbaut. 1862 erweiterte Buchholz die Orgel um ein zweites Manual und durch zwei Pedalregister. Durch Mehmel erfolgte 1884 ein Umbau der Orgel. Genauere Daten sind derzeit noch unbekannt. |
| 1884 | 22  | Schlagsdorf           | Dorfkirche                               |      | Nölck (Lübeck)             | 1803    | Reparatur           | Das Gehäuse der Orgel stammte von 1742. 1803 Neubau der Orgel durch Joachim Friedrich Nölck (1773–1819) aus Lübeck. 1824 Reparatur der Orgel durch Gottlieb Heise (1785–1847) aus Potsdam. 1836 Reparatur durch Theodor Voigt aus Lübeck. 1854 Umbau der Orgel durch Friedrich Winzer (1811–1886) aus Wismar. 1884 Reparatur der Orgel 1884 durch Mehmel. 1922 Neubau der Orgel durch Kemper aus Lübeck. 1990 Neubau der Orgel 1990 durch Nußbücker aus Plau am See. |
| 1884 | 23  | Stargard (in Pommern) | Marienkirche                             |      | ?                          | ?       | Reparatur           | Mehmel erwähnt die Reparatur in der Orgelakte von Meldorf. |
| 1885 | 24  | Kemnitz               | Dorfkirche                               |      | Johann Friedrich Nerlich   | 1855    | Umbau               | Die Nerlich-Orgel von 1855 wurde 1885 von Mehmel umgebaut. 1963 wurde die Orgel von der Firma Sauer aus Frankfurt/Oder umdisponiert. |
| 1885 | 25  | Rostock               | St.-Marien-Kirche                        |      | Ernst Julius Marx          | 1793    | Reparatur           | Die Orgel wurde 1770 von Paul Schmidt aus Rostock erbaut. 1793 erfolgte der Neubau durch Ernst Julius Marx unter Beibehaltung etlicher Teile von Schmidt und dessen Prospekt. Mehmel baut Barkermaschinen in die Orgel ein. |
| 1886 | 26  | Schwerin              | Mecklenburgisches Staatstheater Schwerin |      | Friedrich Friese III       | 1886    | Umsetzung           | Umsetzung der Friese (III)-Orgel aus dem Interimstheater auf dem Bahnhofsvorplatz in das 1886 neu erbaute Hoftheater. |
| 1886 | 27  | Zarrentin             | Zarrentin                                |      | Friedrich Wilhelm Winzer   | 1844    | Reparatur           | Reparatur der Winzer-Orgel durch Mehmel. |
| 1886 | 28  | Bad Sülze             | Stadtkirche                              |      | Christian Heinrich Kersten | 1774    | Reparatur           | Umsetzung der Orgel auf die neuerbaute zweite Empore sowie Reparatur der Kersten/Winzer-Orgel |
| 1887 | 29  | Damgarten             | St.-Bartholomäus-Kirche                  |      | Carl August Buchholz       | 1848    | Reparatur           | Reparatur der Buchholz-Orgel von 1848. Verlegung der Bälge in den Kirchturm, Verlegung der Orgel nach Westen auf der Empore. |
| 1888 | 30  | Schwerin              | Mecklenburgisches Staatstheater Schwerin |      | Friedrich Friese III       | 1886    | Umbau               | Um- bzw. Neubau der Friese (III)-Orgel des Schweriner Hoftheaters. |
| 1888 | 31  | Wismar                | Heiligen-Geist-Kirche                    |      | Friedrich Wilhelm Winzer   | 1847/50 | Umsetzung           | Winzer baute eine Kleinorgel für die Wismarer St. Georgenkirche. Die große Kröger-Orgel war seit Mitte des 19. Jahrhunderts außer Gebrauch. Nach dem Neubau der Mehmel-Orgel in der Georgenkirche wurde die Orgel 1888 von Paul Mehmel in die Heilig-Geist-Kirche versetzt. 1968 erfolgte ein Neubau durch Rudolf Böhm aus Gotha. |
| 1890 | 32  | Döbbersen             | Dorfkirche                               |      | Johann Heinrich Runge      | 1878    | Reparatur           | Paul Mehmel reparierte die Orgel der Döbbersener Kirche |
| 1890 | 33  | Wittenburg            | St. Bartholomäus                         |      | Friedrich Wilhelm Winzer   | 1848    | Reparatur           | Paul Mehmel reparierte die Orgel der Wittenburger Kirche. |
| 1892 | 34  | Neuenkirchen (Rügen)  | St. Maria Magdalena                      |      | Johann Friedrich Nerlich   | 1846    | Umsetzung           | 1892 wurde die Nerlich-Orgel von Paul Mehmel nach Swantow umgesetzt und mit einem neuen Prospekt versehen. 1999–2003 wurde die Orgel von Rainer Wolter aus Zudar (Rügen) restauriert. |
| 189x | 35  | Stralsund             | St.-Nikolai-Kirche                       |      | Carl August Buchholz       | 1841    | Reparatur           | Reparaturen an der Buchholz-Orgel. |
| 18xx | 36  | Rolofshagen           | Dorfkirche                               |      | Carl August Buchholz       | 1826    | Umbau               | Mehmel erweiterte zu einem bislang unbekannten Zeitpunkt die Orgel von Buchholz (I/7), 1986 stürzten die Gewölbe der Kirche ein. |

Paul Mehmel kennzeichnete die 1889 in Groß Bisdorf erbaute Orgel als Opus 180. Diese Zahl steht in großem Widerstand zu der oben angebenden Auflistung. Friedrich Mehmel bezeichnete seine Orgel in Wustrow als seine 50. Orgel. Nach unserer Zählung kommen wir bei Wustrow auf Nummer 32. Es haben wohl beide Mehmels die Umbauten und Reparaturen, die sie an verschiedenen Orgeln vorgenommen haben, mitgezählt. Selbst dann kommt die derzeitige Forschung nur auf rund 112 Arbeiten. Bei den fehlenden 68 Arbeiten handelt es sich wahrscheinlich um ein Großteil Reparaturen und Umbauten. Darunter sind aber bestimmt auch einige Orgelneubauten, die der Forschung derzeit noch unbekannt sind. Ein vollständiges Werkverzeichnis ist in Vorbereitung.

## Schüler und Mitarbeiter F. A. Mehmels
Mehmel bildete eine Vielzahl an Schülern in seinem Betrieb aus. Folgende konnten bislang ermittelt werden:
Gustav Friedrich Sander (1834–1912) aus Breslau. Er war bis max. 1861 im Betrieb tätig, danach eigene Werkstatt in Sorau.
Johann Friedrich Böe (1840–1876) aus Lunden. War von mind. 1868 bis zu seinem Tode 1876 im Betrieb tätig.
Emil Hansen (1843–1933) aus Flensburg. Er erhielt zu einem unbekannten Zeitpunkt seine Ausbildung bei Mehmel.
August Stutz (1851–1913) aus Richtenberg. Er war 1890 in der Wismarer Niederlassung (Böttgerstraße 9) wohnhaft und tätig. 1895 wird er in Stralsund selbstständig.
Heinrich Joseph Anton Goerlach (1857–1919) war mindestens ab 1883 im Betrieb tätig (siehe: Umbau Stralendorf). Seine Tochter Philippine wurde 1891 in den USA geboren. Sein Sohn Julius wurde wiederum 1900 in Stralsund getauft. Von 1901 bis 1914 ist er als eigenständiger Orgelbauer neben August Stutz in Stralsund zu finden.
Julius Schwarz (1862–1934) aus Rostock. Er war von 1876 bis 1880 im Betrieb tätig. Ab 1887 war er Orgelbauer in Rostock, später in Norwegen und den USA.
Friedrich Eduard Fleischer (1862–zw. 1940 u. 1945) aus Oppin bei Halle (Saale). Er war ab 1886 in der Mehmelschen Werkstatt tätig.
Franz Beyer (1865–1942) aus Stralsund. Er erhielt von 1879 bis 1884 eine Ausbildung im Betrieb. Später machte er sich in Zingst (Fischland) selbstständig.
Karl Theodor Kaufmann (1867–1937) aus Dresden. Er erhielt zu einem unbekannten Zeitpunkt seine Ausbildung bei Mehmel. Lebte später in Berlin und starb dort auch.
Paul Julius Mehmel (1868–1894) aus Stralsund. Der Sohn von F. A. Mehmel erhielt wohl ab 1882 eine Ausbildung im eigenen Betrieb, 1888 übernahm er diesen bis zu seinem Tod 1894.
Julius Jaiser (1872–1934) aus Ludwigsburg. Er erhielt zu einem unbekannten Zeitpunkt seine Ausbildung bei Mehmel.